# Baggy Trousers
"Baggy Trousers" is een  nummer van de Britse ska-popband Madness. Het is geschreven door zanger Graham 'Suggs' McPherson en gecomponeerd door gitarist Chris Foreman. Het nummer is afkomstig van het album Absolutely uit 1980. Op 5 september dat jaar werd het nummer eerst in het Verenigd Koninkrijk en Ierland op single uitgebracht. In oktober volgden het Europese vasteland, Australië en Nieuw-Zeeland.

## Hitlijsten
Baggy Trousers betekende de doorbraak van de nutty boys bij het grote publiek; in eigen land werd het een #3-notering (goed voor goud) en de elfde bestverkopende single van het jaar.
In Nederland werd het, samen met opvolger Embarrassment, de grootste hit van Madness. De plaat werd in het najaar van 1980 veelvuldig gedraaid op Hilversum 3 en werd een hit in de destijds drie landelijke hitlijsten op de nationale publieke popzender.
De plaat bereikte de 4e positie in de Nederlandse Top 40, de 6e positie in de Nationale Hitparade en de 5e positie in de TROS Top 50. In de Europese hitlijst op Hilversum 3, de TROS Europarade, werd géén notering behaald.
In België bereikte de plaat de 23e positie in de voorloper van de Vlaamse Ultratop 50 en de 19e positie in de Vlaamse Radio 2 Top 30. In Wallonië werd géén notering behaald.
De B-kant is The Business, de instrumentale versie van albumtrack Take It Or Leave It; in 1993 werd het de naamgever van een verzamel album met singles, B-kantjes en flexidiscs. Het hoesontwerp is van Humphrey Ocean, voormalig bassist van Ian Dury's eerste band Kilburn & the High Roads. Het betreft een nagetekende foto uit de sessie voor de hoes van het tweede album Absolutely; hierop poseren de bandleden voor de ingang van het metrostation Chalk Farm.
Sinds de editie van december 2000 staat de plaat onafgebroken genoteerd in de jaarlijkse NPO Radio 2 Top 2000 van de Nederlandse publieke radiozender NPO Radio 2, met als hoogste notering tot nu toe een 495e positie in 2000.

## Achtergrond
Baggy Trousers werd medio 1980 opgenomen en op 5 september van dat jaar eerst in het Verenigd Koninkrijk en Ierland op single uitgebracht; drie weken voordat Absolutely verscheen. De dan 19-jarige Suggs schreef het als reactie op Pink Floyds #1-hit Another Brick in the Wall; "Oh what fun we had, but did it really turn that bad ?", in plaats van "We don't need no education!". De bijbehorende videoclip werd opgenomen op het terrein van een basisschool in de Noord-Londense thuisbasis van de band. Lee Thompson stal de show door als vliegende saxofonist aan een kraanwagen te bungelen; hij bewaarde echter geen plezierige herinneringen aan deze opname. In 2000 brachten de bandleden weer een bezoek aan de school en spraken zij met leerlingen van toen; dit weerzien werd uitgezonden door Channel 4.
Baggy Trousers is net als veel andere hits een vast onderdeel van het live-repertoire. Bij tijd en wijle voert Thompson het vliegkunstje nog eens op, zoals in een Britse bierreclame voor radio-en televisie uit 2011 waarvoor Madness een langzamere versie opnam van Baggy Trousers.

## NPO Radio 2 Top 2000
| Nummer met noteringen in de NPO Radio 2 Top 2000 | '00 | '01  | '02  | '03 | '04 | '05  | '06  | '07  | '08  | '09 | '10 | '11 | '12 | '13 | '14 | '15 | '16 | '17 | '18  | '19  | '20  | '21  | '22  | '23  | '24  |
| ------------------------------------------------ | --- | ---- | ---- | --- | --- | ---- | ---- | ---- | ---- | --- | --- | --- | --- | --- | --- | --- | --- | --- | ---- | ---- | ---- | ---- | ---- | ---- | ---- |
| Baggy Trousers                                   | 495 | 1021 | 1042 | 627 | 805 | 1089 | 1471 | 1542 | 1119 | 606 | 681 | 802 | 613 | 756 | 740 | 826 | 894 | 929 | 1268 | 1214 | 1083 | 1233 | 1121 | 1219 | 1313 |

1. ↑  Een vetgedrukt getal geeft de hoogste notering aan.
2. ↑  2000 was het eerste jaar met een notering voor dit nummer.

## Covers

### Nederland
- Dingetje nam het in 1981 op als "Klerezooitje".
- De Sjonnies namen in 1998 een Nederlandstalige cover van de plaat  op onder de titel "Coupe soleil" en haalden daarmee de Tipparade[1]
- The Kik speelde in 2021 in het televisieprogramma Matthijs Draait Door (opvolger van De Wereld Draait Door) een lockdown-hertaling onder de titel Terug naar school toe.

### Overigen
- De melodie werd in 1986 voor een reclame gebruikt waarin een stel jeugdige nutty boys zingen dat ze hun tanden poetsen met Colgate Blue Minty Gel en over de muren en het plafond lopen zoals in de videoclip van "Shut Up". De reclame werd goedgekeurd door Madness. Regisseur Jay Pond-Jones vertelde later dat tweede zanger Chas Smash hem nog steeds aan vrienden voorstelt als "die vent die dat Colgate-spotje heeft gemaakt".
- In 2017 verscheen de versie van de Amerikaanse punkrock/hiphopband Transplants op hun Take Cover-EP. Gitarist Lars Frderiksen, groot fan de Britse ska-revivalbands waaronder Madness wordt geschaard, woonde eind jaren 80 in het Verenigd Koninkrijk.